# Jorge Sota
Jorge Sota fue un futbolista mexicano. En 1935 fue entrenador del Club América. Sus hermanos, Ernesto Sota e Isidoro Sota García también fueron futbolistas y seleccionados mexicanos. 

## Selección nacional
| # | Fecha               | Lugar                              | Oponente | Gol | Resultado | Competición              |
| - | ------------------- | ---------------------------------- | -------- | --- | --------- | ------------------------ |
| 1 | 11 de marzo de 1934 | Ciudad de México, Distrito Federal | Cuba     | 1–0 | 5–0       | Juegos Olímpicos de 1928 |